# Championnat d'Irlande du Nord de football 1975-1976
Navigation
Édition précédente Édition suivante
Le 74e Championnat d'Irlande du Nord de football se déroule en 1975-1976. Crusaders FC remporte son deuxième de champion d’Irlande du Nord avec quatre points d’avance sur le deuxième Glentoran FC. Coleraine FC, complète le podium. 
Avec 23 buts marqués,   Des Dickson de Coleraine FC remporte son cinquième titre de meilleur buteur de la compétition.

## Les 12 clubs participants
| Club             | Stade                 | Capacité | Ville       |
| ---------------- | --------------------- | -------- | ----------- |
| Ards FC          | Castlereagh Park      |          | Newtownards |
| Ballymena United | The Showgrounds       |          | Ballymena   |
| Bangor FC        | Clandeboye Park       |          | Bangor      |
| Cliftonville FC  | Solitude              |          | Belfast     |
| Coleraine FC     | The Showgrounds       |          | Coleraine   |
| Crusaders FC     | Seaview               |          | Belfast     |
| Distillery FC    | New Grosvenor Stadium |          | Lisburn     |
| Glenavon FC      | Mourneview Park       |          | Lurgan      |
| Glentoran FC     | The Oval              |          | Belfast     |
| Larne FC         | Inver Park            |          | Drumahoe    |
| Linfield FC      | Windsor Park          |          | Belfast     |
| Portadown FC     | Shamrock Park         |          | Portadown   |

## Compétition

### Classement
Le classement est établi sur le barème de points classique (victoire à 2 points, match nul à 1, défaite à 0).
| Rang | Équipe           | Pts | J  | G  | N | P  | Bp | Bc | Diff |
| ---- | ---------------- | --- | -- | -- | - | -- | -- | -- | ---- |
| 1    | Crusaders FC     | 36  | 22 | 15 | 6 | 1  | 51 | 19 | +32  |
| 2    | Glentoran FC     | 32  | 22 | 14 | 4 | 4  | 48 | 22 | +26  |
| 3    | Coleraine FC     | 31  | 22 | 13 | 5 | 4  | 42 | 27 | +15  |
| 4    | Linfield FC T    | 27  | 22 | 11 | 5 | 6  | 43 | 25 | +18  |
| 5    | Bangor FC        | 25  | 22 | 9  | 6 | 7  | 28 | 27 | +1   |
| 6    | Ballymena United | 21  | 22 | 8  | 5 | 9  | 36 | 35 | +1   |
| 7    | Ards FC          | 19  | 22 | 7  | 5 | 10 | 32 | 43 | -11  |
| 8    | Portadown FC     | 17  | 22 | 7  | 3 | 12 | 34 | 39 | -5   |
| 9    | Cliftonville FC  | 16  | 22 | 6  | 4 | 12 | 32 | 46 | -14  |
| 10   | Larne FC         | 15  | 22 | 6  | 3 | 13 | 32 | 45 | -13  |
| 11   | Glenavon FC      | 15  | 22 | 4  | 7 | 11 | 24 | 44 | -20  |
| 12   | Distillery FC    | 10  | 22 | 3  | 4 | 15 | 24 | 54 | -30  |

| Légende : Qualifications et relégations | Légende : Qualifications et relégations                                      |
| --------------------------------------- | ---------------------------------------------------------------------------- |
|                                         | Coupe d'Europe des Clubs champions 1976-1977                                 |
|                                         | Coupe d'Europe des vainqueurs de coupe 1976-1977                             |
|                                         | Coupe UEFA 1976-1977                                                         |
|                                         | Relégation en deuxième division                                              |
|                                         | T : Tenant du titre C : Vainqueurs de la Coupe d'Irlande du Nord de football |

## Bilan de la saison
| Tableau d'Honneur                         |                 |
| Compétition                               | Vainqueur       |
| Championnat d'Irlande du Nord de football | Crusaders FC    |
| Coupe d'Irlande du Nord de football       | Carrick Rangers |

| Promotions et relégations |       |
| Relégués                  | Aucun |
| Promus                    | Aucun |

## Statistiques

### Meilleur buteur
- Des Dickson, Coleraine FC, 23 buts